# Optus
SingTel Optus Pty Limited es una de las compañías de telecomunicaciones más grande en Australia, y es una subsidiaria de total propiedad de Singapur Telecomunicaciones fundada en 1981 como AUSSAT S.A.. La compañía negocia principalmente bajo la marca Optus, manteniendo al mismo tiempo varias marcas subsidiaria de propiedad total, como Virgin Mobile Australia y Boost Mobile en el mercado de la telefonía móvil, Uecomm en el mercado de servicios de red y Alphawest en el sector de los servicios TIC.
Optus es propietaria y opera su propia infraestructura de red, así como el uso de los servicios de otros proveedores de servicios de red, especialmente al por mayor de Telstra. Ofrece servicios tanto en forma directa a los usuarios finales y también actúa como mayorista a otros proveedores de servicios. A través de su marca OptusNet, provee de banda ancha, inalámbricas y de servicios de conexión telefónica a internet.
La compañía fue conocida originalmente como Aussat SA de CV, antes de la privatización, cuando se convirtió en Optus Communications SA de CV. Más adelante fue retitulado a Cable & Wireless Optus Pty Limited, antes de cambiar de nuevo a su nombre actual.